# Dicranoweisia jugellifera
Dicranoweisia jugellifera är en bladmossart som beskrevs av Per Karl Hjalmar Dusén 1905. Dicranoweisia jugellifera ingår i släktet snurrmossor, och familjen Dicranaceae. Inga underarter finns listade i Catalogue of Life.